# 心変わり
『心変わり』（こころがわり）は、1988年5月2日～6月24日にTBS「花王 愛の劇場」枠にて放送された昼ドラマである。

## 概要
- 東京都町田市成瀬地区を舞台とする。

## キャスト
- 多岐川裕美
- 田中健
- 本田博太郎
- 西川忠志
- 麻生奈津子（現・あさいゆきの）
- 香坂みゆき
- 芦田伸介
- 麻丘めぐみ
- 堀江しのぶ
- ビートきよし
- 石田えり
- 渋谷哲平

## スタッフ
- 脚本 - 高橋正康、椋露地桂子
- 演出 - 飯島敏宏、根本実樹、池添博、岡田寧
- プロデューサー - 飯島敏宏
- 製作 - 木下プロダクション（後のドリマックス・テレビジョン、現：TBSスパークル）、TBS

## 主題歌
- 『心変わり』

作詞：湯川れい子/作曲：小林明子/編曲：今泉敏郎/歌：伊東真由美